# Украинская реформаторская православная церковь
Украинская реформаторская православная церковь (другие название — Российская православная обновленческая церковь Православная обновленческая архиепископия Киевская, Московская и всея Руси. Реформаторская православная церковь Христа Спасителя) — религиозная организация неканонического (альтернативного) православия с элементами обновленчества и харизматичности.

## Руководитель
Организация возглавляется архиепископом Сергеем Журавлёвым.
По словам самого Журавлёва, он имел в своей жизни покаяние в грехах перед Иисусом Христом и имел необычные духовные переживания в подростковом и зрелом возрасте (явления Иисуса Христа в видениях)
С 1988 года начал своё служение в Орловско-Брянской (ныне Орловско-Ливенской) епархии РПЦ как чтец и пономарь. В 1991 году, после непродолжительного дьяконского служения, был рукоположён в священники архиепископом Симоном (Новиковым) и служил штатным клириком Рязанской, а затем Брянской епархий РПЦ МП. С конца 1991 года Сергей Журавлёв был настоятелем православных храмов в Рязанской, а затем и Брянской областях.
Будучи настоятелем Свято-Васильевской церкви Брянской области в 1996 году отец Сергий (Журавлёв) вышел из состава Русской Православной Церкви и позже был обвинен в «ереси пятидесятнической», запрещён к служению, лишён сана священника указом Архиепископа Брянского и Севского Мелхиседека от 27 августа 1996 года, а позднее и отлучён от Церкви.
В 1997 году Журавлёв вместе с семьёй уехал на Украину, получив поддержку от католического миссионера из Словакии священника отца Ёзефа Гунчаги. Преподавал в библейских школах, колледжах и институтах протестантских (харизматических, пятидесятнических и баптистских) Церквей, выезжая с лекциями в другие страны, проводил семинары по истории христианства, обращая особое внимание на реформацию Церкви нашего времени.
3 февраля 2001 года был помазан представителями харизматических организаций Сандеем Аделаджей, Алексеем Ледяевым, Кентом Маттоксом и Джоном Экхартом «на апостольское служение и реформацию Православия».
14 января 2002 года иерархами Апостольской православной церкви — митрополитом Стефаном Линицким, архиепископом Кириаком Цемертиди, епископом Сергием Саркисовым и епископом Александром, с согласием митрополита Виталия Кужеватого, был рукоположён (хиротонисан во епископа) и собором архиереев возведен в сан архиепископа
Затем Журавлёв был утверждён архиепископом Киевским собором епископов АПЦВ в Храме святых новомученников в Москве, кем и был до конца 2004 года. Женат, имеет 6 детей
В августе 2012 года архиепископ Украинской реформаторской православной церкви (УРПЦ) Сергей Журавлёв стал предстоятелем Реформаторской Православной Церкви Христа Спасителя (РПЦХС), в состав которой входят как УРПЦ, так и некоторые другие православные церкви так называемого нового поколения.

### Другие руководители
- Николай Янковский, епископ Херсонский (с 2002 года по настоящее время)
- Виталий Колесников, епископ Крымский (с 2009 года по настоящее время)
- Юрий Семенюк, епископ Тираспольский и Приднестровский (с 2002 года по настоящее время)
- Богдан Ионеско, епископ Бухарестский и Румынский (с 2011 года по настоящее время )[3]

## Вероучение
Официально возводит своё вероучение к кальвинистскому «Восточному исповеданию христианской веры» Кирилла Лукариса и идеям обновленчества. По сути же является протестантским харизматическим движением, использующим православную атрибутику. Несмотря на название и внешнюю обрядность, отвергаются православная аскетика (монашество в любых видах), почитание святых, икон, Креста Господня и почитание Богоматери. Признаются доктрины евангеликализма — предопределение к спасению, рождение свыше (Евангелие от Иоанна 3 глава) и др. Собрания и богослужения, из-за отсутствия собственных храмов, проходят в арендуемых помещениях кинотеатров, домов культуры, офисных помещениях и протестантских домах молитвы. Литургия для совершения в общинах не обязательна, но совершается чаще всего литургия Иоанна Златоустого, переведенная и сокращенная священнослужителями УРПЦ, а самое причастие проходит с использованием вина или виноградного сока. Хлебопреломление совершается по молитвам как рукоположеных, так и нерукоположённых служителей; разрешено как женское, так и всеобщее священство. Предпочтительным считается крещение взрослых. Педобаптизм (крещение младенцев) считается ересью . Признаются дары Святого Духа, в том числе молитва на иных языках (или глоссолалия).

## Деятельность организации по странам

### На Украине
Первоначально организация находилась в Киеве. К 2005 г. на Украине было уже более 20 общин в нескольких городах.
Сергей Журавлев, с 2002 года архиепископ УРПЦ, благословил диакона Геннадия Исайчука, ныне священника УРПЦ, возглавить мессианский комитет при Киевской архиепископии УРПЦ (по контактам с мессианскими евреями). Ранее Исайчук Геннадий Романович являлся издателем при центре харизматической церкви "Новая жизнь" в Киеве. 
В 2014 году, в условиях конфликта между Украиной и Россией, в Киевской архиепископии УРПЦ происходит отток кадров из Киева в Россию.

### В Российской Федерации
С 2003 года центр православного обновленческого движения располагается в Туле и в Москве. К концу 2006 года в России действуют общины в Туле, Москве, Удмуртии, Ярославле, Курске, Приморско-Ахтарске Краснодарского края, Свердловской и Челябинской областях.
В частности, приблизительно к 2010-2011 годам к юрисдикции Журавлева присоединились священник Алексей Гаряев из Курска,  священник Олег Медведев и дьякон Александр Грин из Краснодарского края, священник Георгий Кормышаков из Свердловской области, священник Игорь Зырянов из Иркутской области . Из рукоположенных Журавлёым клириков, в Киеве стали служить священник Юрий Чернобров (Единая Святая Соборная и Апостольская Церковь г. Киев) и священник Валерий Зуриашвилли. .  Ряды сторонников Журавлёва пополнили также священник Иване (Зураб) Гозалишвилли, ставший к 2013 году епископом УПРЦ, священник Сергей Бубикин из города Дмитров Московской области, и другие. .
По сообщению сайта данной юрисдикции, в 2015 году начало действовать представительство УРПЦ в Москве. Возглавил его московский бизнесмен и священнослужитель Кондрашов Сергей Васильевич. . Последний, получив от Журавлева рукоположение в сан священника УРПЦ, стал проводить богослужения для прихожан УРПЦ в Москве.

### В Республике Беларусь
Имеется община в Гомеле.

## Издательская деятельность
Печатное издание — журнал «Обновленец»